# مقلاص (الشرية)

تعديل مصدري - تعديل

مقلاص هي إحدى قرى عزلة آل غنيم بمديرية الشرية التابعة لمحافظة البيضاء، بلغ تعداد سكانها 170 نسمة حسب تعداد اليمن لعام 2004.